# Municipio de Haynes (Míchigan)
El municipio de Haynes (en inglés: Haynes Township) es un municipio ubicado en el condado de Alcona en el estado estadounidense de Míchigan. En el año 2010 tenía una población de 722 habitantes y una densidad poblacional de 7,94 personas por km².

## Geografía
El municipio de Haynes se encuentra ubicado en las coordenadas 44°43′35.05″N 83°21′2.89″O / 44.7264028, -83.3508028. Según la Oficina del Censo de los Estados Unidos, el municipio tiene una superficie total de 90,9 km² (35,1 mi²), de la cual 90,5 km² (34,9 mi²) corresponden a tierra firme y 0,4 km² (0,2 mi²) (0.40%) es agua.

## Demografía
En el 2000 la renta per cápita promedia del hogar era de $34.896, y el ingreso promedio para una familia era de $39.750. El ingreso per cápita para la localidad era de $20.279. En 2000 los hombres tenían un ingreso per cápita de $32.125 contra $20.000 para las mujeres. Alrededor del 6.90% de la población estaba bajo el umbral de pobreza nacional.